# هاينريش لويس دريست
هاينريش لويس دريست (بالألمانية: Heinrich Louis d’Arrest)‏ (13 أغسطس 1822 - 14 يونيو 1875) هو عالم فلك ألماني، وُلدَ في برلين.

## روابط خارجية
- هاينريش لويس دريست على موقع الموسوعة البريطانية (الإنجليزية)